# جون يونغ

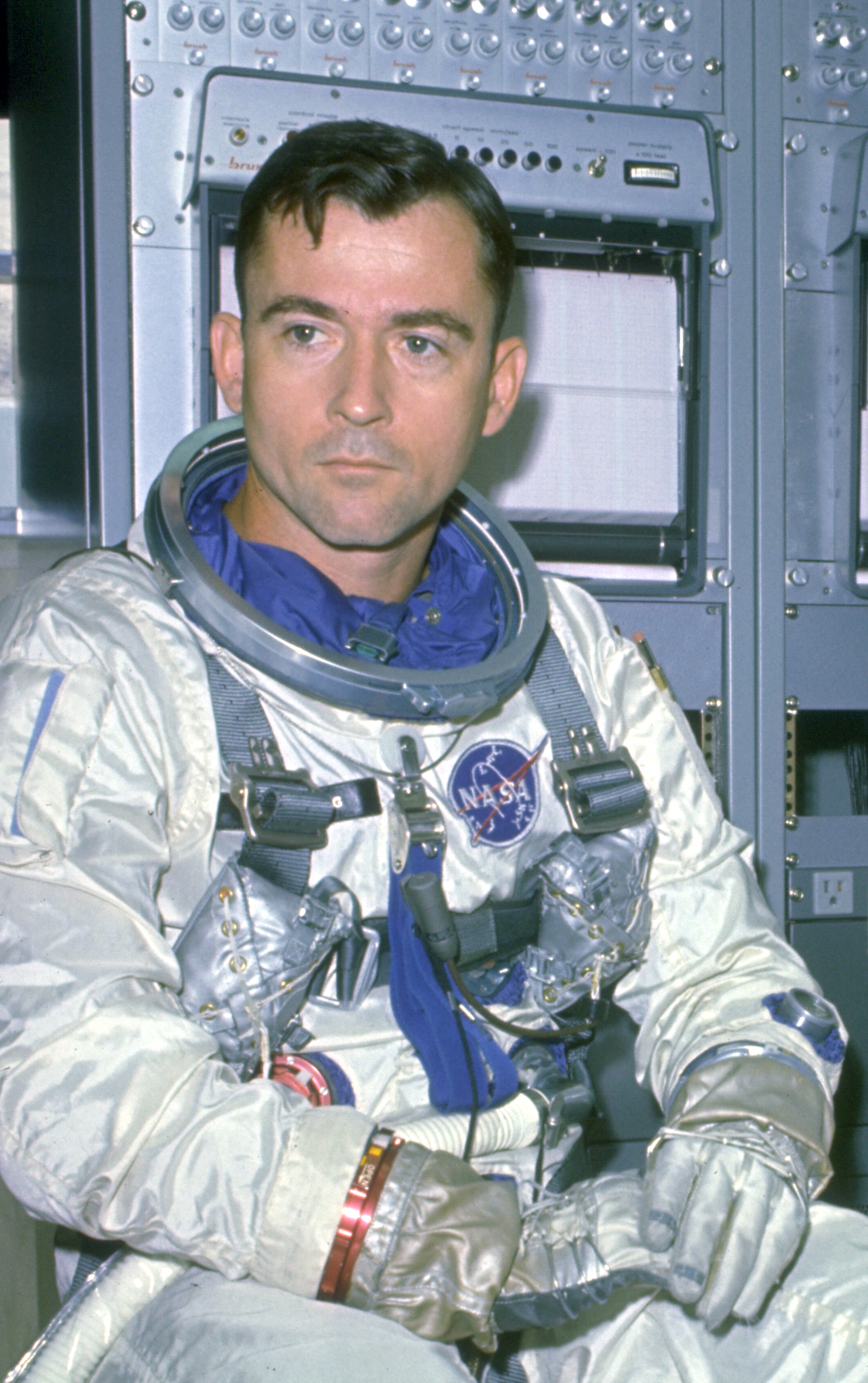

جون واتس يونغ (24 سبتمبر 1930 - 5 يناير 2018)، رائد فضاء أمريكي، وضابط بحري وطيار، وطيار اختبار، ومهندس طيران. أصبح تاسع شخص يمشي على سطح القمر كقائد لمهمة أبولو 16 في عام 1972. وهو رائد الفضاء الوحيد الذي طار على أربع فئات مختلفة من المركبات الفضائية وهي: جمناي، مركبة القيادة ووحدة الخدمة، مركبة أبولو القمرية، مكوك الفضاء.
قبل أن يصبح رائد فضاء، حصل يونج على درجة بكالوريوس العلوم في هندسة الطيران من معهد جورجيا للتكنولوجيا وانضم إلى البحرية الأمريكية. بعد الخدمة في البحر خلال الحرب الكورية، أصبح طيارًا بحريًا وتخرج من مدرسة الاختبار التجريبي البحري للولايات المتحدة. ولكونه طيار اختبار فقد سجل العديد من الأرقام القياسية العالمية في الطيران. تقاعد يونغ من البحرية عام 1976 برتبة نقيب.
في عام 1962، تم اختيار يونج كعضو في مجموعة رواد الفضاء الثانية التابعة لوكالة ناسا. وطار في أول مهمة مأهولة لمركبة جيميني (جيميناي 3) في عام 1965، ثم تولى قيادة مهمة جيميناي 10 في عام 1966. في عام 1969، طار كطيار وحدة قيادة على متن مركبة أبولو 10. وفي عام 1972، تولى قيادة مركبة أبولو 16 وأمضى ثلاثة أيام على سطح القمر لاستكشاف مرتفعات ديكارت [الإنجليزية] مع تشارلز دوك. تولى يونغ أيضًا قيادة رحلة إس تي إس-1 في عام 1981، وهو أول رحلة إطلاق لبرنامج مكوك الفضاء، ورحلة إس تي إس-9 في عام 1983، وكلاهما كانا على متن مكوك الفضاء كولومبيا. كان يونج واحداً من اثنين فقط من رواد الفضاء إلى جانب كين ماتينجلي (طيار وحدة القيادة الخاصة به خلال مهمة أبولو 16) الذين طاروا في كل من مهمة أبولو ومهمة مكوك الفضاء، ورائد الفضاء الوحيد الذي مشى على القمر وطار إلى الفضاء بمكوك. شغل يونج منصب رئيس مكتب رواد الفضاء [الإنجليزية] من عام 1974 إلى عام 1987، وتقاعد من وكالة ناسا في عام 2004، بعد 42 عامًا من الخدمة.

## نشاطه
قام جون يونغ برحلات الفضاء الاتية:
- جيميناي 3 [الإنجليزية]
- جيميناي 10
- أبولو 10
- أبولو 16
- مكوك الفضاء الأول STS-1 كولومبيا
- مكوك الفضاء كولومبيا STS-9 / Skylab

## اقرأ أيضًا

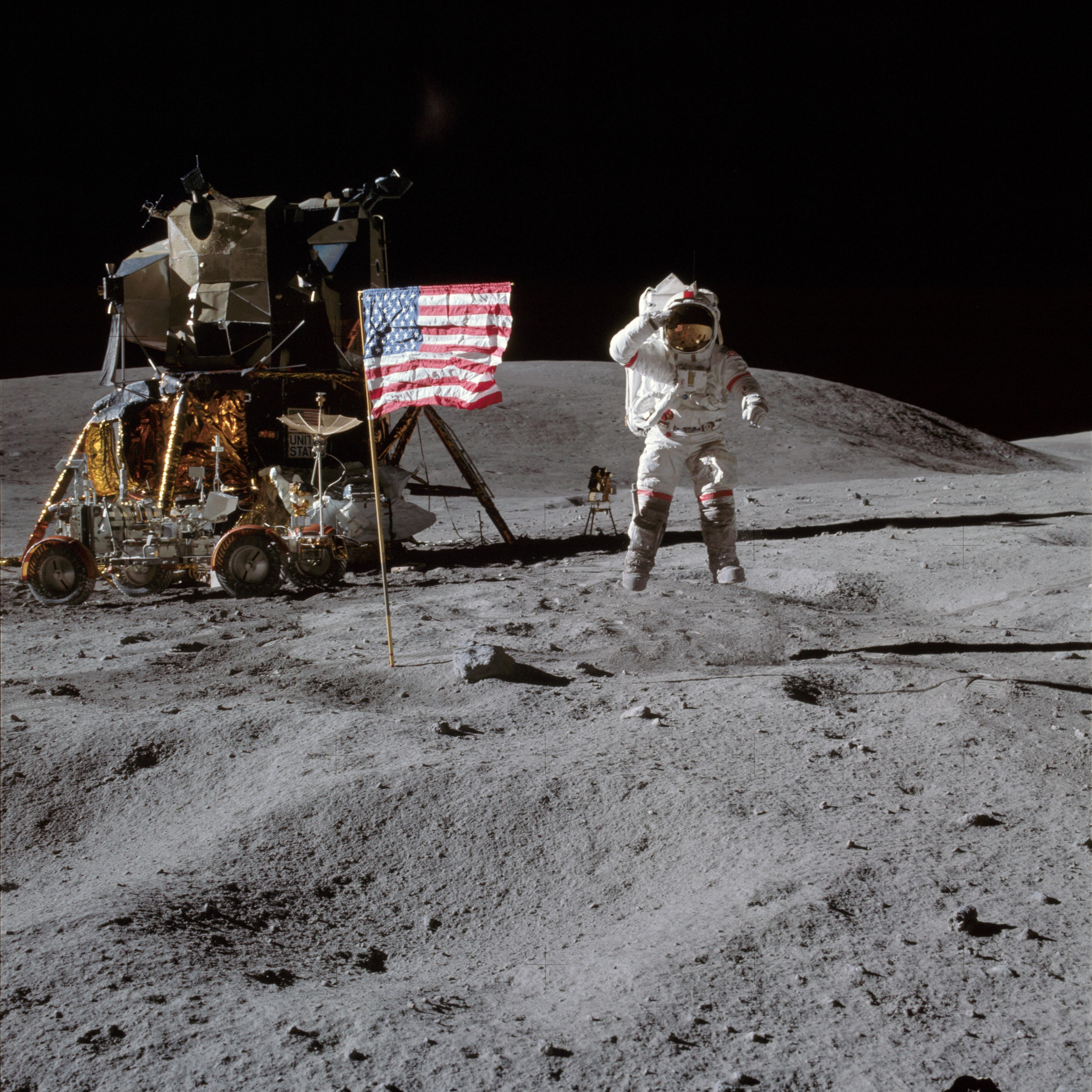
جون يونغ على سطح القمر.

- رحلة الفضاء STS-1
- نيل أرمسترونج
- يوجين سيرنان
- توماس ستافورد
- بز ألدرن
- ميشائيل كولينز
- ستيفن ماران

## وصلات خارجية
- جون يونغ على موقع IMDb (الإنجليزية)
- جون يونغ على موقع الموسوعة البريطانية (الإنجليزية)
- جون يونغ على موقع مونزينجر (الألمانية)
- جون يونغ على موقع إن إن دي بي (الإنجليزية)
- جون يونغ على موقع قاعدة بيانات الفيلم (الإنجليزية)
- NASA biography of John Young
- The Big Picture: Ways to Mitigate or Prevent Very Bad Planet Earth Events Essay by John Young
- Conversation With John Young Houston Chronicle (December 17, 2004)
- U.S. Spaceflight History biography- John Young